# The Parkerilla
The Parkerilla è un album dal vivo di Graham Parker, uscito nel 1978.

## Descrizione
La carriera di Parker era all'apice durante gli anni Settanta. Il cantante inglese, tuttavia, aspirava ad andare oltre i confini europei. Accusò la Mercury Records di non aver fatto abbastanza per promuoverlo. The Parkerilla è l'ultimo lavoro sotto questa etichetta, un doppio live registrato tra Oxford, Manchester e Bournemouth.

## Accoglienza
Inizialmente, l'album fu accolto negativamente. Rolling Stone, in un articolo dell'epoca, criticò aspramente il live. Venne considerato un clone dei tre precedenti lavori, senza carisma e troppo pulito.
A distanza di anni è stato rivalutato, nel complesso, come una discreta performance, sottolineando come Parker sia sempre stato un animale da palcoscenico, compreso in The Parkerilla.
La copertina venne realizzata dal fotografo Brian Griffin ed è ritenuta una delle cover più belle della storia.

## Tracce
1. "Lady Doctor" 2:48
2. "Fool's Gold" 4:23
3. "Tear Your Playhouse Down" (Earl Randle) 3:50
4. "Don't Ask Me Questions" 5:00
5. "The Heat in Harlem" 7:35
6. "Silly Thing" 3:15
7. "Gypsy Blood" 5:15
8. "Back to Schooldays" 2:40
9. "Heat Treatment" 3:06
10. "Watch the Moon Come Down" 5:15
11. "New York Shuffle" 2:57
12. "Soul Shoes" 3:23
13. "Hey Lord, Don't Ask Me Questions" 3:51

## Formazione
- Graham Parker – voce, chitarra
- Brinsley Schwarz – chitarra, coro
- Bob Andrews – organo, pianoforte, coro
- Martin Belmont – chitarra
- Andrew Bodnar – basso
- Steve Goulding – batteria, percussioni
- The Rumour Brass - sax, tromba